# 拉盖皮
拉盖皮（法語：Laguépie，法語發音：[laɡepi]），法国西南部市镇，位于奥克西塔尼大区塔恩-加龙省，隶属于蒙托邦区，其市镇面积为14.86平方公里，2022年1月1日时人口数量为653人，在法国城市中排名第14,274位。
拉盖皮位于塔恩-加龙省东部，与阿韦龙省和塔恩省接壤，维欧尔河与阿韦龙河在此交汇，是一个区域性的中心市镇，布里夫拉盖亚尔德—图卢兹铁路和多条公路通过此地。

## 地名来源

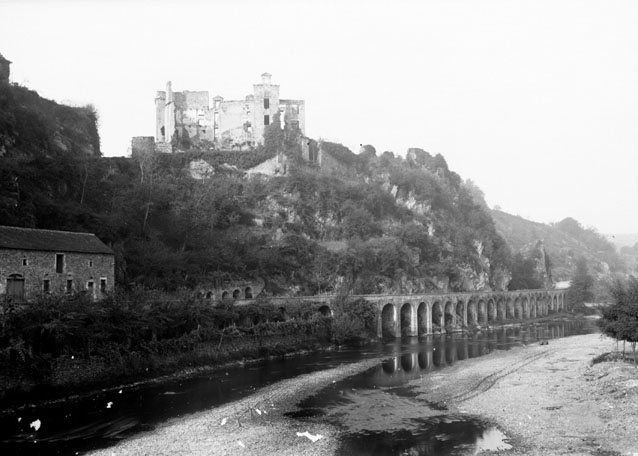
19世纪末的拉盖皮

拉盖皮的地名来源尚存在争议，根据当地官方网站的论述，“Laguépie”可能由“gué”和“pie”两部分组成，亦有可能出自人名“Vippius”。在1801年以前，当地的官方名称拼写为“Laguepie”。
拉盖皮所处区域历史上曾通行奥克语，“Laguépie”在奥克语维基百科及Openstreetmap中对应的拼写为“La Guépia”。

## 历史
拉盖皮的早期历史尚不清楚，雷蒙·贝尔纳（Raymond Bernard）是当地最早有记载的领主。中世纪末，拉盖皮长期为佩讷家族的一处领地。英法百年战争期间，英格兰军队通过《布勒丁尼条约》获得拉盖皮，直至1380年。宗教战争期间，拉盖皮城堡遭到破坏。法国大革命后，拉盖皮成为阿韦龙省的一个市镇。1806年，皮埃什米尼翁整体并入拉盖皮。1808年，拉盖皮被划入新成立的塔恩-加龙省。工业革命期间，途径拉盖皮的布里夫拉盖亚尔德—图卢兹铁路建成通车。拉盖皮境内曾出现纺织及木材加工厂，后于20世纪70年代关闭。

## 地理

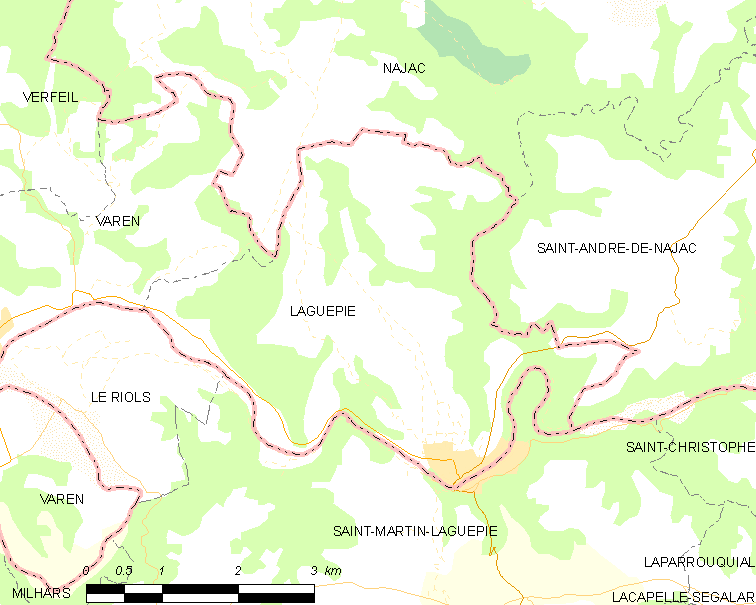
拉盖皮市镇范围地图

拉盖皮位于法国西南部，奥克西塔尼大区中北部和塔恩-加龙省东部，距离省会蒙托邦大约65公里。与拉盖皮接壤的市镇包括：纳雅克、瓦朗、勒里奥勒、圣安德烈德纳雅克和圣马丹拉盖皮。

### 地形
拉盖皮位于法国中央高原西南部，鲁埃格南部，境内以丘陵为主，市镇中心位于一处河谷之中，核心区域地势较为平坦，河岸两侧普遍高差明显，全境海拔在140到387米之间。

### 水文
拉盖皮位于加龙河流域范围内，阿韦龙河自东向西流经镇中心，其左岸支流维欧尔河在此与其交汇。

### 植被
拉盖皮属于温带阔叶混交林区，林地广泛分布于河流附近。
在鲜花城市的评比中，拉盖皮被评为2星级鲜花城市。

### 气候
拉盖皮在柯本气候分类法中属于带有一定大陆性特征的温带海洋性气候（Cfb）。

## 行政区划
拉盖皮的市镇编号为82088，邮政编号为82250。
在行政管理方面，拉盖皮隶属于法国奥克西塔尼大区塔恩-加龙省蒙托邦区；在地方选举方面，拉盖皮隶属于凯尔西-鲁埃格县，其市镇范围全境被划入塔恩-加龙省第一选区；在社会管理方面，拉盖皮是鲁埃格凯尔西-阿韦龙峡谷市镇公共社区的组成部分。
截至2023年9月，拉盖皮市镇范围内暂无任何城市敏感街区及城市政策优先街区。
法国国家统计与经济研究所（简称）在进行数据统计时，未将拉盖皮划入任何城市核心区（Unité urbaine）、城市区（Aire urbaine）及城市辐射区（Aire d'attraction）。此外，还将拉盖皮市镇整体看作一个“块区”（IRIS），以便于统计人口分布情况。

## 交通

### 公路
塔恩-加龙省省道D106bis线、D922线和D958线在拉盖皮境内交汇，奥克西塔尼大区下属的城际客运提供巴士线路，可前往周边部分市镇。
2019年，41.9%的拉盖皮家庭拥有至少一辆私人汽车。2015年，拉盖皮境内共发生各类交通事故1起，造成1人重伤。
| 59 | 46 |

| 9 | 40 |

| 蒙托邦 | 65 |

| 科萨德 | 43 |

| 阿尔比 | 37 |

| 加雅克 | 36 |

| 罗德兹 | 70 |

| 鲁埃格自由城 | 32 |

### 铁路

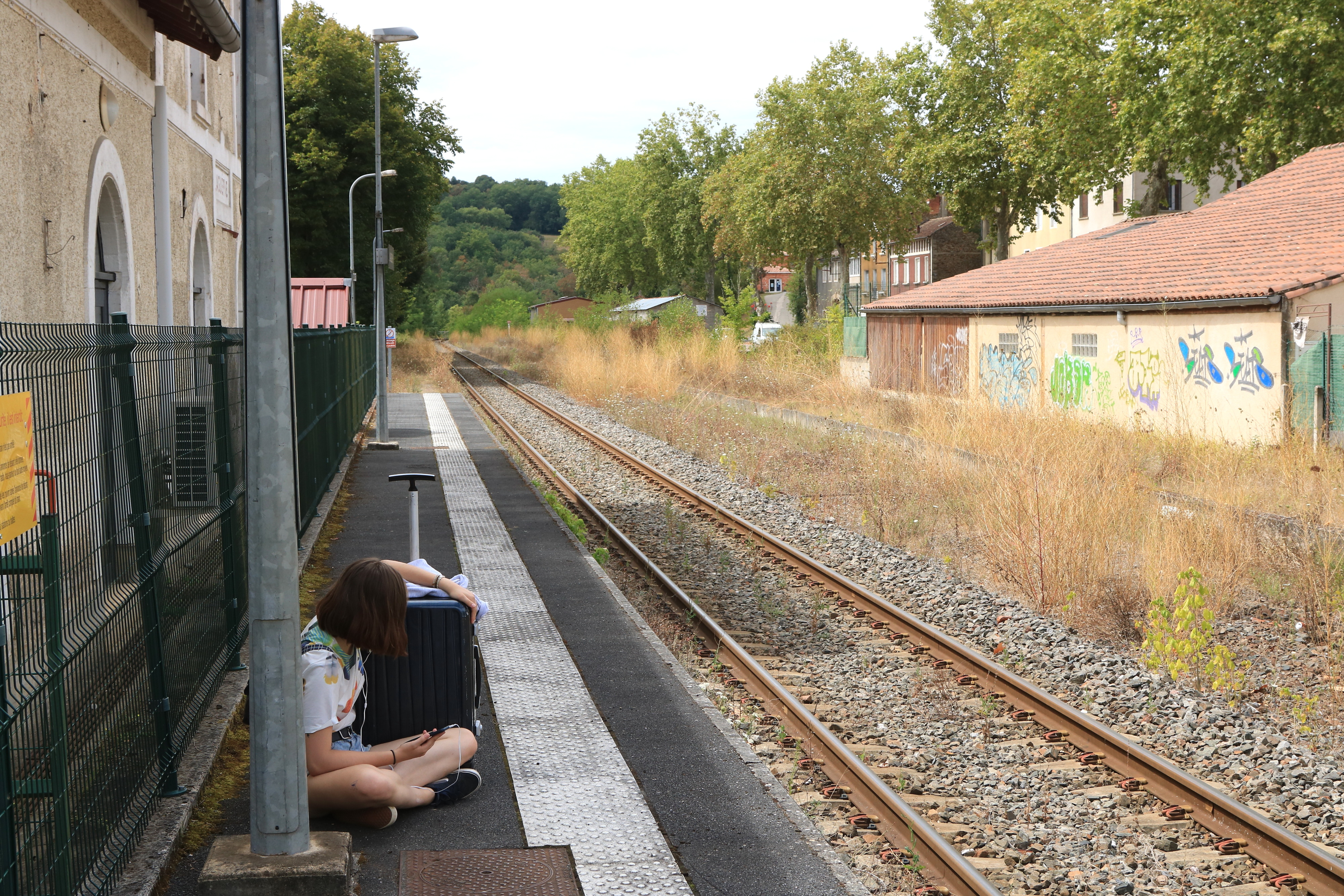
拉盖皮火车站的站台

拉盖皮位于布里夫拉盖亚尔德－图卢兹铁路上。拉盖皮站位于市中心西北部，该站停靠往返于图卢兹和菲雅克一线的区域列车，部分班次可直通欧里亚克及克莱蒙费朗。

### 航空
距离拉盖皮最近的民用航空站为75公里外的罗德兹机场。

### 城市公共交通
截至2023年9月，拉盖皮暂无城市公共交通系统。

## 政治
拉盖皮的现任市长为埃马纽埃尔·克罗先生（Emmanuel CROS），他是一名右翼无党派人士，在2020年的市政选举中获得了100%的支持率（无其他候选人）。
在2022年的法国总统大选中，法国第25任总统埃马纽埃尔·马克龙在拉盖皮获得了55.78%的支持率。

## 人口
2020年，拉盖皮市镇人口数量为620，在法国排名第14,274位。其中男性283人，女性321人，75岁及以上人口占22.2%，外籍人口数量为48人，人口密度为42人/平方公里，当地居民被称为（男性）或（女性）。2020年，拉盖皮境内出生2人，死亡人口24人。
| 拉盖皮1901年－2020年人口变化情况 |
|                                  |
| 数据来源：Cassini、INSEE         |

## 经济
拉盖皮是一个区域性的中心市镇。截至2023年9月，拉盖皮市镇范围内共有各类用人单位（包含自雇）170家，平均历史为17年，其中98.82%为中小型企业（PME），2023年7月至9月间，当地的经济活力指数为0.59%。 （制鞋）、（工程研究）及（工程研究）是当地2021年营业额最高的三个企业，分别为26,729,083欧元、1,555,610欧元和630,874欧元。

## 财政与居民收入
2021年，拉盖皮的财政收入总额为828,780欧元，财政支出总额为747,060欧元，当年的债务总额为1,043,020欧元。2021年，拉盖皮市镇通过增值税获得35,260欧元的收入，此外当地还共获得了125,810欧元的国家直接财政补助。
2019年，拉盖皮的人均月收入总额为1,508欧元，低于法国平均水平（2,303欧元）。
2020年，拉盖皮境内的青壮年（15至64岁）失业率为13.8%；2022年，当地28.0%的家庭拥有纳税资格，平均纳税1,695欧元，低于法国平均水平（4,393欧元）。

## 社会事务

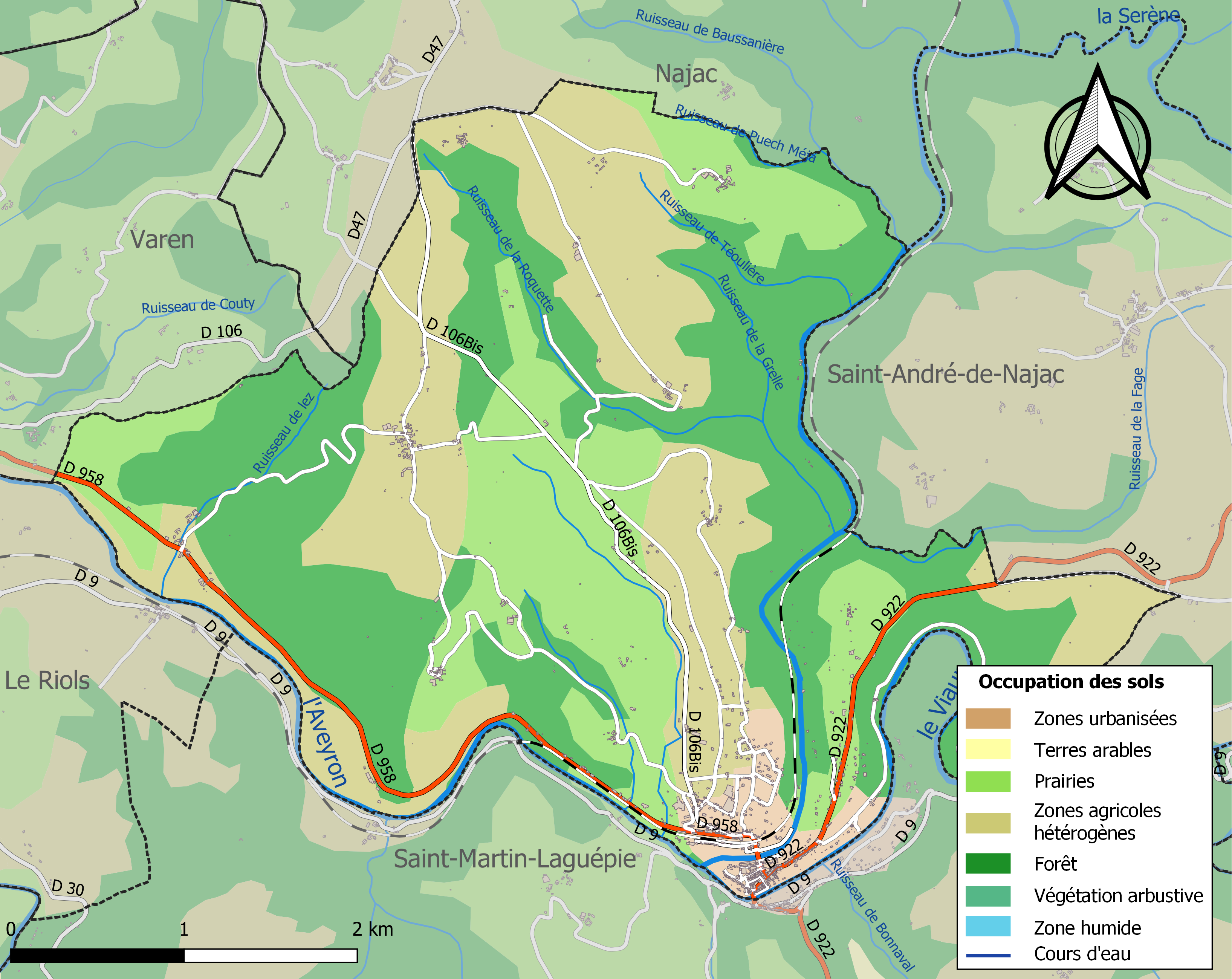
拉盖皮土地利用情况地图

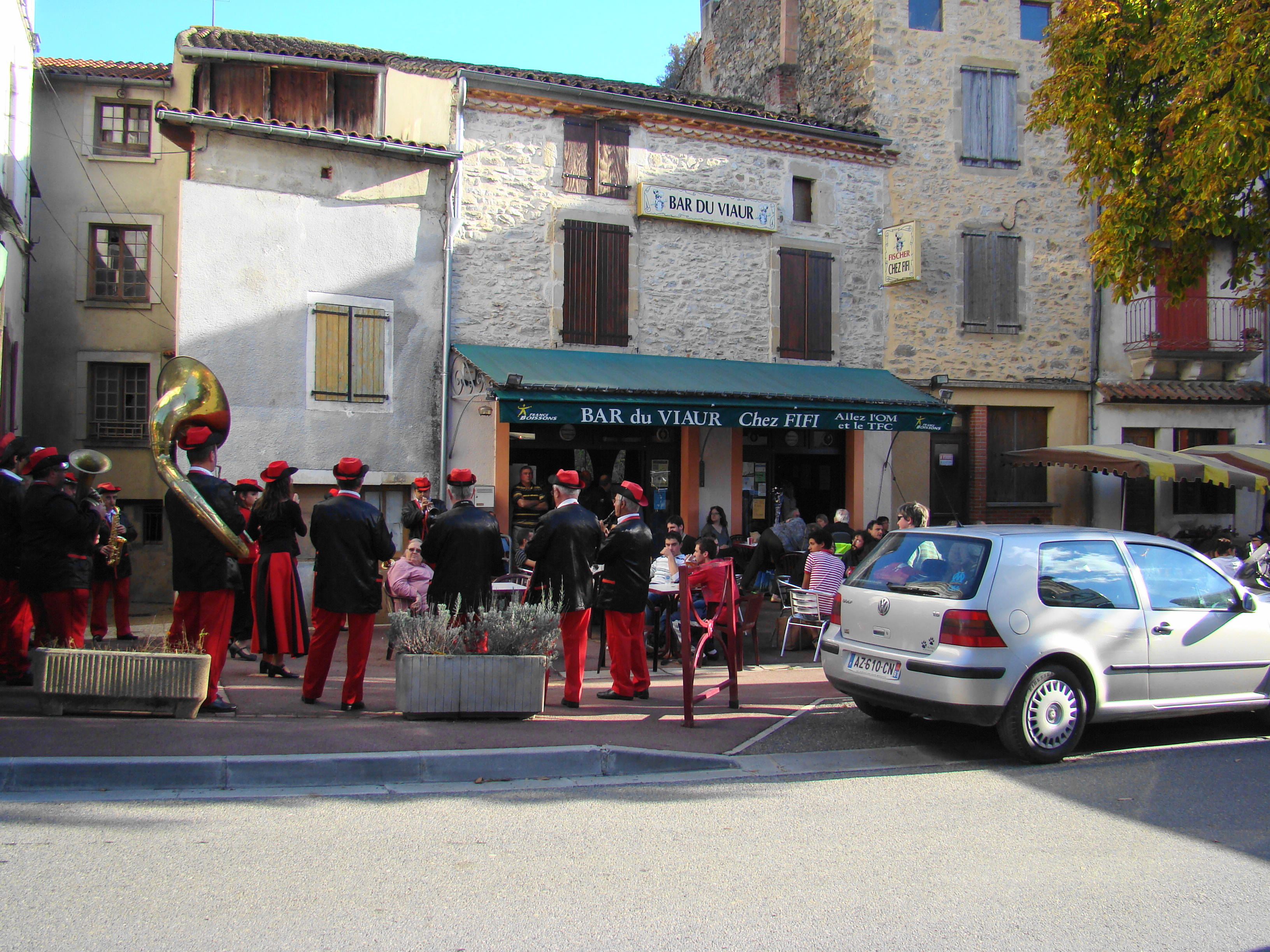
拉盖皮镇中心商铺前举办的文化活动

### 教育
拉盖皮属于图卢兹学区。截至2021年1月1日，拉盖皮境内共有1所小学。

### 医疗
截至2021年1月1日，拉盖皮境内共有保健师1名、药房1家、养老院1家。
距离拉盖皮最近的区域性医疗机构为鲁埃格自由城中心医院（Centre Hospitalier de Villefranche-de-Rouergue），其主病区位于鲁埃格自由城，距离拉盖皮市区的正常车程大约31分钟，该院设有床位195个，是当地规模最大的公立综合性医院。

### 住房
2019年，拉盖皮境内共有各类住房558套，其中90.0%为独立式居民区，10.0%为集中式居民区。常住房屋占拉盖皮市镇范围内居民建筑总量的50.0%。
在住房保障政策方面，2021年，拉盖皮境内共有58户家庭获得了住房经济补助，受益人数占总人口数量的9.4%，其中52份为房租补助。

### 商业
2021年，拉盖皮境内共有各类实体商铺28家，其中餐厅4家、杂货店1家、面包房1家、肉铺1家、书店1家、装饰品店1家、美容美发店2家、汽车维修店2家。

### 体育
2021年，拉盖皮境内共有3处网球场、1处足球或橄榄球场、1处篮球或排球场以及1处高尔夫球场。
截至2023年9月，拉盖皮境内暂无任何注册足球俱乐部。

### 环境
拉盖皮的环境事务由其所属的鲁埃格凯尔西-阿韦龙峡谷市镇公共社区联合各级政府协调负责。2021年，拉盖皮境内暂无污染企业。

### 治安
拉盖皮及其附近的共90个市镇是蒙托邦国家宪兵队的管辖范围。2020年，该宪兵队累计记录各类案件3,098起，其中盗窃类案件1,504起，经济类案件532起，毒品交易类案件131起。

## 文化

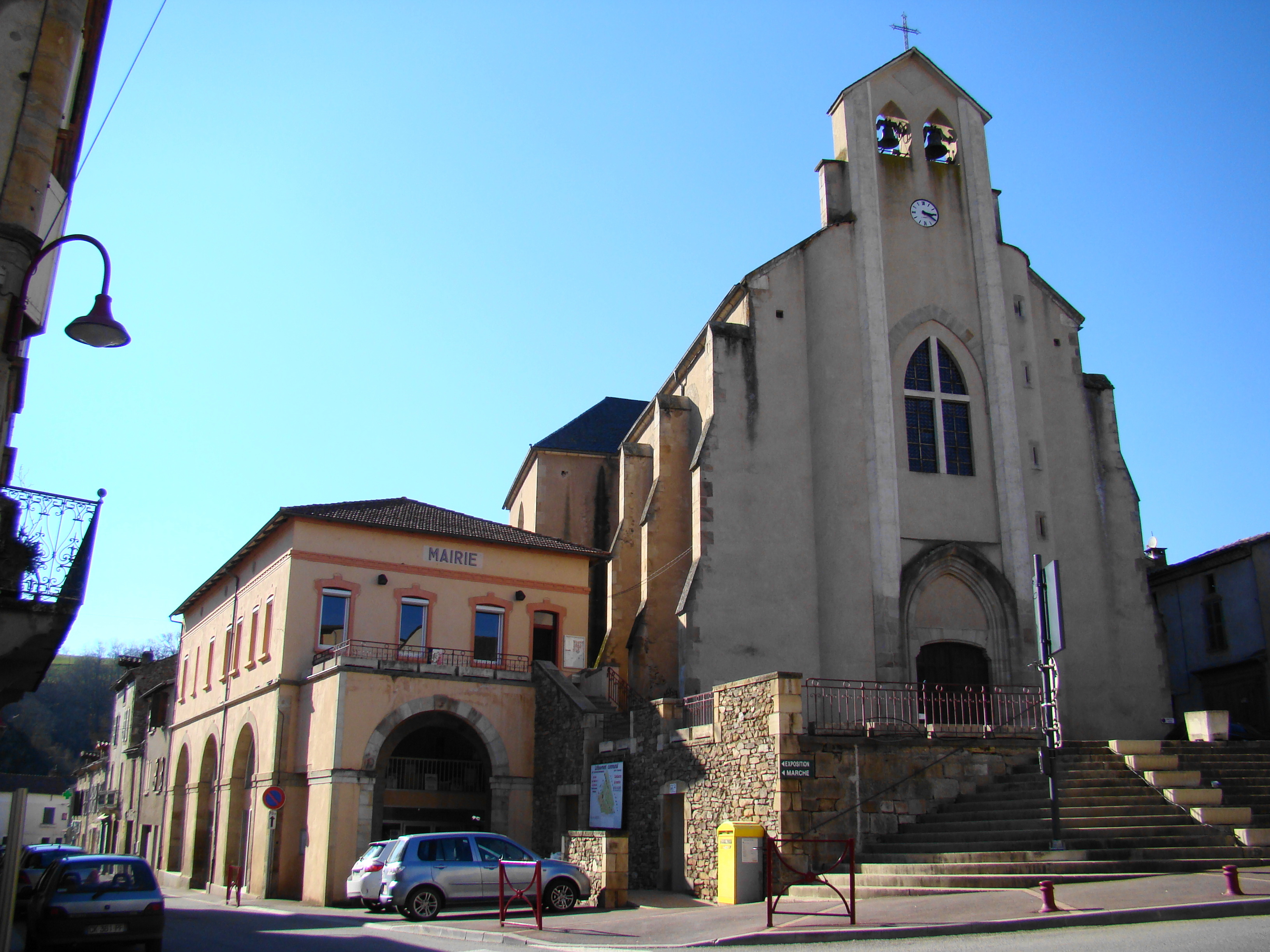
圣阿芒教堂

2021年，拉盖皮境内暂无任何文化设施。拉盖皮境内建有雷蒙·格拉尼耶市际多媒体中心（Médiathèque intercommunale Raymond Granier），每周一、三、五、六向公众开放。

### 建筑
拉盖皮境内有多处历史建筑，其中圣阿芒教堂（Église Saint-Amans de Laguépie）为法国国家文物保护单位。

### 旅游
拉盖皮的旅游事务由其所属的鲁埃格凯尔西-阿韦龙峡谷市镇公共社区负责。2022年，拉盖皮境内有1个露营地，可容纳共48辆露营车。

### 媒体
法国主要的媒体均可在拉盖皮接收，法国电视三台下属的奥克西塔尼大区频道在部分时段播出拉盖皮所在塔恩-加龙省的地方新闻。《南部追寻》、《自由塔恩周报》、现有广播、蓝色法兰西奥克西塔尼广播等是当地主要的地方性媒体

## 友好城市
截至2023年9月，拉盖皮暂未建立任何友好城市关系。